# テシー・ランボーン

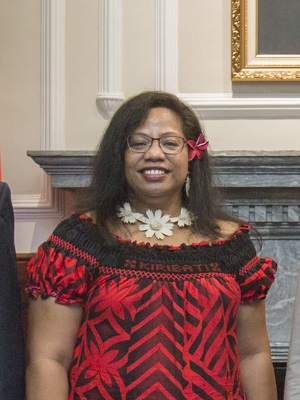
テシー・ランボーン（2018年7月）

テシー・エリア・ランボーン（キリバス語: Tessie Eria Lambourne、繁体字中国語: 藍黛西）は、キリバスの政治家、官僚、大使。2020年5月より、キリバスの第一野党ボウトカーン・キリバス・モア党（BKM）の党首。2018年から2019年にかけて、台北常駐の在中華民国大使を務めていた。

## 経歴
1991年、キリバスの官僚となる。1994年、留学先のオークランド大学で政治学の学士を取得。1998年から2000年にかけて、テブロロ・シト大統領の秘書官を務める。2007年には、ニュージーランドのカンタベリー大学で最優秀学生として国際法・国際政治学の博士を取得。
商業工業協同組合次官、内務次官、外務・出入国管理次官を歴任した後、2016年8月、ターネス・マーマウ大統領より同国の官僚で最高位とされる内閣次官に任命された。
2018年より、在中華民国大使。同年6月8日、赴任先の台湾に到着する。同年6月13日の午前、吳釗燮外交部長に信任状の真正な写しを提出。同年7月20日の午前、蔡英文総統に信任状を捧呈した。
2019年9月20日、キリバスが台湾と断交したため、ランボーン大使が最後の駐台大使となった。
2020年4月に無所属で国会議員に初当選。その後、二つの野党が合併して誕生した新政党ボウトカーン・キリバス・モア党（BKM）に入党し、党首に就任した。

## 日本との関係
ランボーンが外務次官として在任中の2009年2月11日、橋本聖子外務副大臣がキリバスの首都タラワに訪問し、橋本の立ち会いの下、ランボーンは吉澤裕在キリバス日本大使と4億円の無償資金協力（ノン･プロジェクト無償）に関する書簡を交換した。
2010年11月9日、ランボーンはタラワで吉澤と5200万円の無償資金協力「ベシオ港拡張計画（詳細設計）」に関する書簡を交換した。
2011年6月29日、ランボーンはタラワで吉澤と30億5200万円を限度とする無償資金協力「ベシオ港拡張計画（本体工事）」に関する書簡を交換した。